# Македонско огнище
„Македонско огнище“ с подзаглавие Вестник за стопанство и култура е български вестник, излизал в Горна Джумая от 1933 до 1934 година.
| Годишнина | Броеве  | Дата                     |
| --------- | ------- | ------------------------ |
| I         | 1 – 52  | 10 май 1933 – 2 май 1934 |
| II        | 53 – 57 | 9 май 1934 – 6 юни 1934  |

От 4 брой има второ подзаглавие Орган на културно-стопанския съвет в Петрички окръг. Печата се в печатница „Македонско огнище“. Издаван е от редакционен комитет и е орган на михайловисткото крило във Вътрешната македонска революционна организация. Излиза всяка сряда. Вестникът се съсредоточава върху икономическото състояние, здравното и учебното дело в Петрички окръг. След Деветнадесетомайския преврат от 1934 година вестникът е преименуван от новите власти на „Югозапад“.